# Heliophanus cupreus
Espèce
Synonymes
- Aranea cuprea Walckenaer, 1802
- Aranea aenea Schrank, 1803
- Attus atrovirens Sundevall, 1833
- Salticus chalybeus Hahn, 1834
- Heliophanus tricinctus C. L. Koch, 1837
- Heliophanus micans C. L. Koch, 1837
- Heliophanus metallicus C. L. Koch, 1846
- Heliophanus cuprescens Simon, 1868
- Heliophanus globifer Simon, 1868

Heliophanus cupreus, la Saltique cuivrée est une espèce d'araignées aranéomorphes de la famille des Salticidae.

## Distribution
Cette espèce se rencontre en écozone paléarctique, en Europe, en Afrique du Nord, en Sibérie occidentale, en Turquie, en Iran et en Chine.

## Description
Les mâles mesurent de 3,6 à 4 mm et les femelles de 4,6 à 5,8 mm.

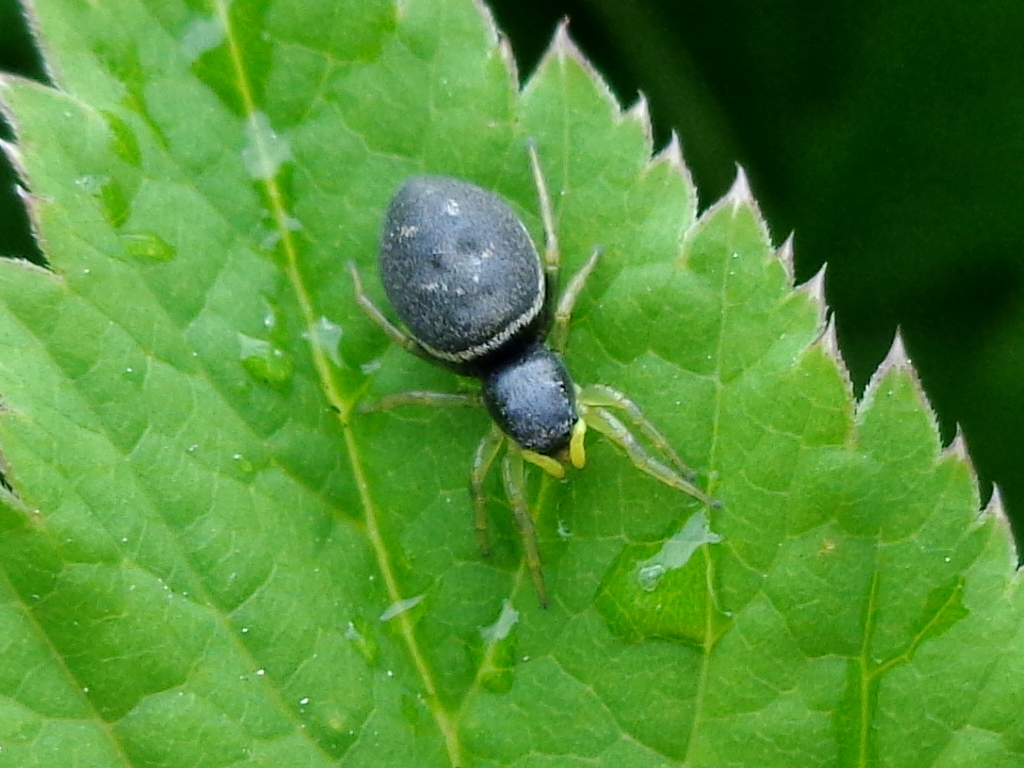
Heliophanus cupreus

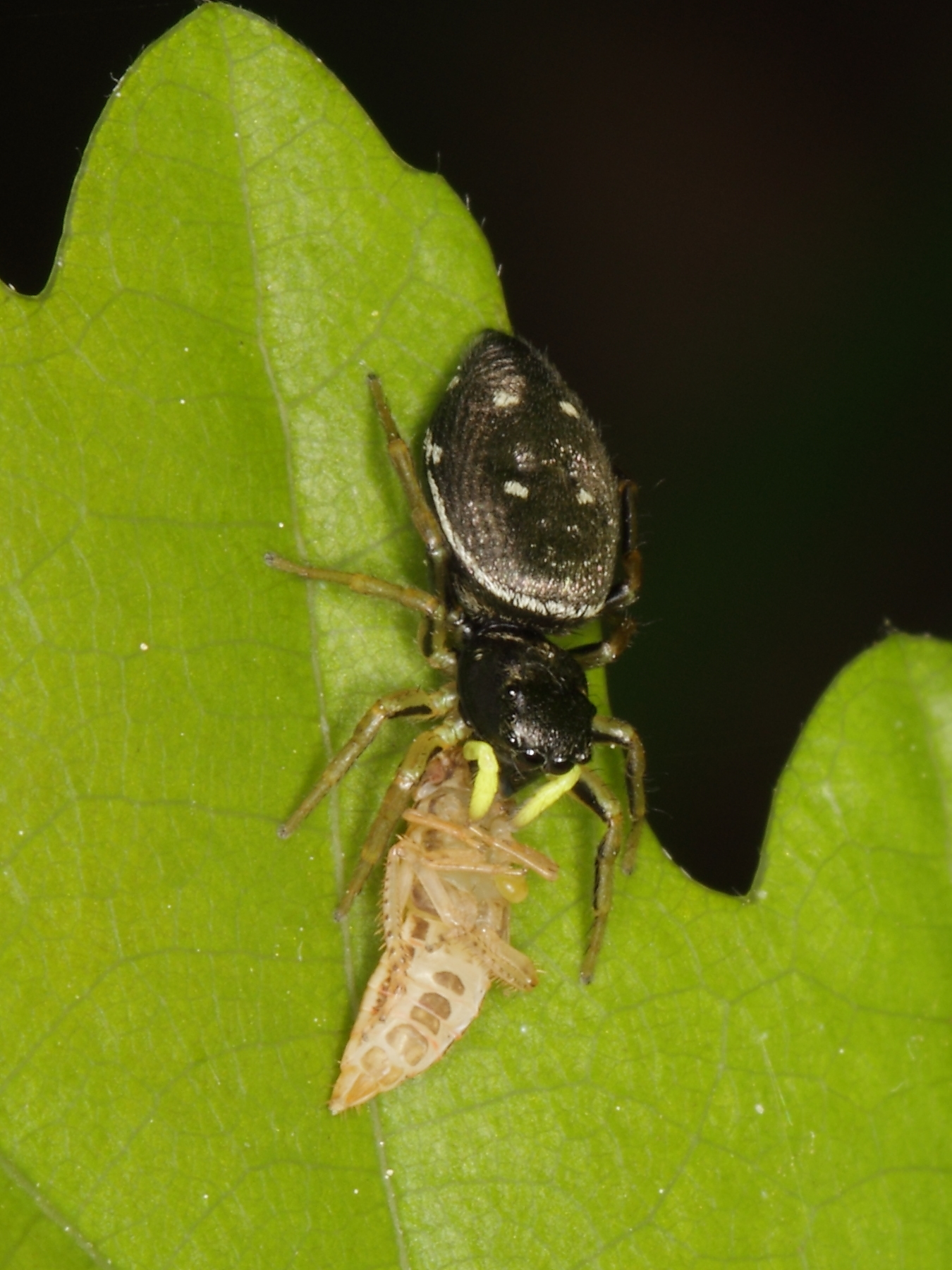
Heliophanus cupreus

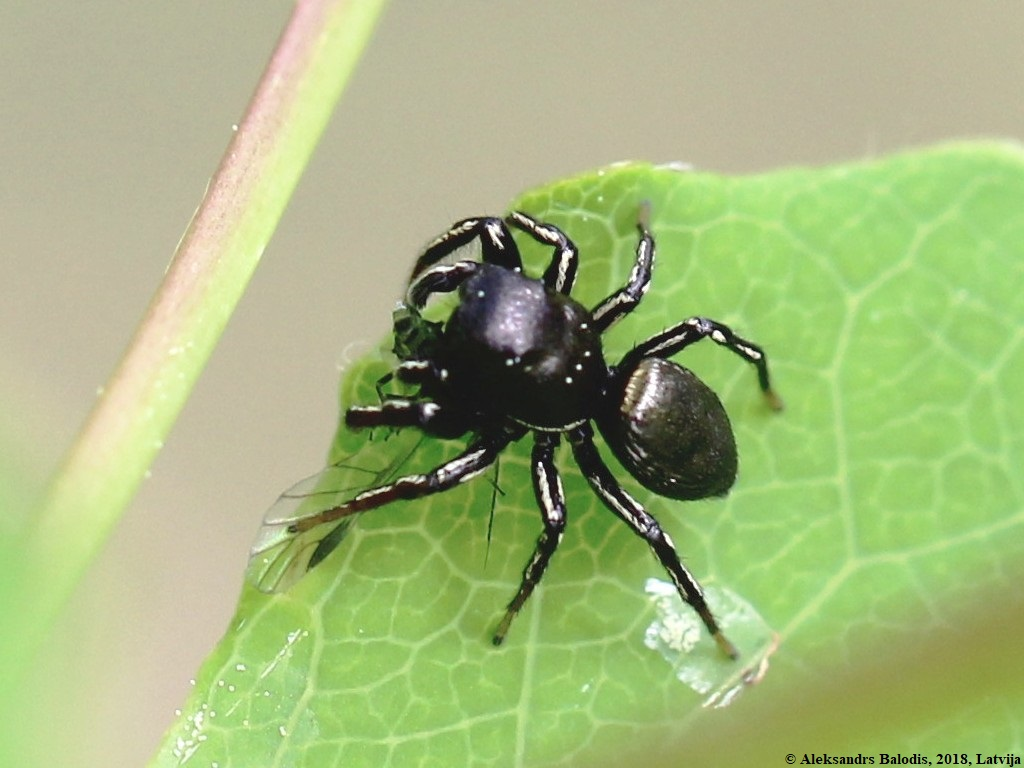
Heliophanus cupreus

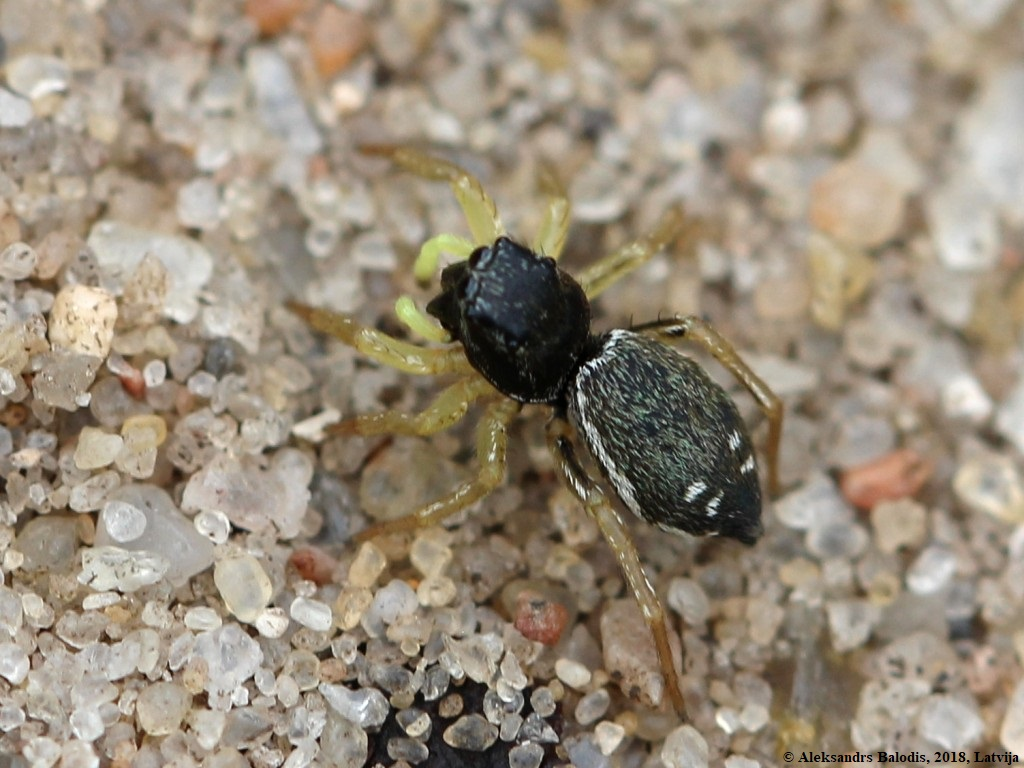
Heliophanus cupreus

Elle se caractérise par son opisthosome de forme fuselée et allongée, plus long que le céphalothorax chez la femelle et qui est plus petit et ramassé, et bien séparé de l'abdomen. Le céphalothorax est plus puissant chez le mâle, mais son opisthosome est plus petit.
Le céphalothorax comporte quatre paires de pattes de couleur claire aux pédipalpes jaunâtres et aux bandes noires sur les tibias et les fémurs, ce qui différencie cette espèce de Heliophanus flavipes. Les deux dernières paires sont plus longues afin de permettre à cette araignée d'effectuer ses sauts lorsqu'elle se lance sur ses proies. Elle possède huit yeux dont deux grands yeux antérieurs médians et deux petits yeux antérieurs latéraux, permettant une excellente vision. Sa carapace est d'un noir métallique avec quelques taches blanches sur l'opisthosome et une ligne blanche sur le céphalothorax, pour la femelle. Le mâle ne possède pas de taches blanches sur l'abdomen.
Heliophanus cupreus se rencontre de mai à août.
Cette espèce d'activité diurne apprécie les endroits ensoleillés et pierreux.

## Systématique et taxinomie
Cette espèce a été décrite sous le protonyme Aranea cuprea par l'entomologiste français Charles Athanase Walckenaer (1771-1852) en 1802. Elle est placée dans le genre Heliophanus par Carl Ludwig Koch en 1833 dont elle est l'espèce type. 
Les sous-espèces Heliophanus cupreus cuprescens et Heliophanus cupreus globifer ont été placées en synonymie par Wesołowska en 1986.

## Étymologie
Son nom spécifique cupreus signifie cuivré en latin.

## Publication originale
- Walckenaer, 1802 : Faune parisienne, Insectes. ou Histoire abrégée des insectes des environs de Paris. Paris, vol. 2, p. 187-250 (texte intégral).